# Arthur Wade-Evans
Arthur Wade Wade-Evans, wł. Arthur Wade Evans (ur. 31 sierpnia 1875 w Fishguard, zm. 4 stycznia 1964) – walijski duchowny, historyk.

## Życiorys
Był synem kapitana żeglugi Tytusa Evansa. Po ukończeniu gimnazjum w Haverfordwest kontynuował naukę w Jesus College w Oksfordzie, które ukończył w 1896 roku. Święcenia diakonatu otrzymał w Katedrze św. Pawła w Londynie (1898 r.), a następnie pracował jako wikariusz m.in. w parafiach, Ealing, Cardiff, English Bicknor i Welsh Bicknor, a od 1909 r. w Chalford, gdzie pozostał aż do 1926 roku. Prowadził kampanię na rzecz państwa świeckiego. Aktywność zawodową zakończył w Wrabness w 1957 r. i udał się do Frinton-on-Sea. 
W kręgu jego zainteresowań i pracy naukowej była historia Kościoła w Walii i prawo. Zajmował się także tłumaczeniem starodruków, żywotów świętych i ich analizą, a także na stałe współpracował z licznymi periodykami, w których publikował. 